# Jozef Adámik
Jozef Adámik (* 10. dubna 1985, Komárno) je slovenský fotbalový obránce, od září 2014 působící v FK Dukla Banská Bystrica.

## Fotbalová kariéra
Svoji fotbalovou kariéru začal v Komárnu, odkud ještě jako dorostenec zamířil do Slovanu Bratislava, v němž nastupoval rovněž za první tým. V roce 2005 podepsal Dubnici a o 3 roky později přestoupil do Banské Bystrice. Před sezonou 2011–2012 se stal hráčem FC Baník Ostrava, který se pro něj stal jeho prvním zahraničním angažmá. V létě 2012 v mužstvu předčasně skončil a v červenci přestoupil do Tatranu Prešov, odkud se po půl roce vrátil do Banské Bystrice. V květnu 2013 podepsal Trnavu, kde v lednu 2014 skončil. Následně působil v Komárnu a v průběhu podzimní části ročníku 2014/15 se podruhé vrátil do Dukly Banské Bystrice.